# Valldevià
Valldevià és un nucli de població agregat al municipi de Vilopriu de la comarca del Baix Empordà.
Està situat a l'extrem nord del terme de Vilopriu, a l'alçada del quilòmetre 5 de la GI-631, estenent-se a banda i banda d'aquesta carretera. A la part baixa, es troba l'església de Sant Mateu de Valldevià, i un petit nucli de poblament compacte; a la part alta, s'hi troba el castell (masia fortificada) i alguns habitatges, i la resta, consisteix en un conjunt de masies escampades.
Històricament és l'antiga villa Cacavianus, possessió del bisbat de Girona, ja als segles IX i X. El topònim actual està documentat des del segle XIII. S'hi han trobat vestigis de poblament romà al seu entorn.